# Junior Durkin
Pour les articles homonymes, voir Durkin.
Junior Durkin (né le 2 juillet 1915 à New York, mort le 4 mai 1935) est un acteur américain de théâtre et de cinéma.

## Biographie
Il commence sa carrière au théâtre en tant qu'enfant. Il se lance dans le cinéma dans les années 1930. Il joue le rôle de Huckleberry Finn dans le film Tom Sawyer, aux côtés de Jackie Coogan.
Il est recruté par Henry Wilson, alors agent débutant, dans un bar gay. Il meurt en 1935 dans un accident de la route à environ 80 km de San Diego, accident dont Jackie Coogan est le seul survivant. Junior Durkin est enterré au Forest Lawn Memorial Park (Glendale).

## Filmographie
- 1930 : Recaptured Love : Henry Parr
- 1930 : The Santa Fe Trail : Old Timer
- 1930 : Tom Sawyer : Huckleberry Finn
- 1931 : Huckleberry Finn : Huckleberry Finn
- 1932 : Prisons d'enfants (Hell's House) : Jimmy Mason
- 1933 : Man Hunt : William 'Junior' Scott, Jr.
- 1934 : Big Hearted Herbert : Junior Kalness
- 1934 : Ready for Love : Joey Burke
- 1934 : Little Men : Franz
- 1934 : Chasing Yesterday : Henri